# Gare de Levanto
La gare de Levanto (en italien : stazione di Levanto) est une gare ferroviaire située sur le territoire de la commune de Levanto, dans la province de La Spezia, en Ligurie, dans le nord-ouest de l'Italie.

## Situation ferroviaire
Établie à 11 mètres d'altitude, la gare de Levanto est située au point kilométrique 66,402 de la ligne Gênes-Pise.
Elle est dotée de trois voies encadrées par un quai latéral et un quai central.

## Histoire

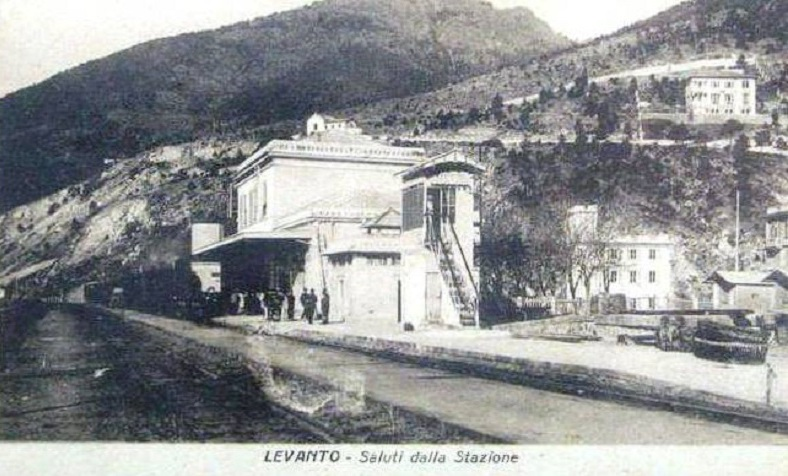
La première gare de Levanto.

La première gare de Levanto, plus éloignée de la mer que l'actuelle, a été inaugurée le 24 octobre 1874, en même temps que la section de Sestri Levante à La Spezia de la ligne Gênes-Pise. Le bâtiment voyageurs d'origine, détruit pendant la Seconde Guerre mondiale, a été remplacé par un bâtiment de style moderne à la fin du conflit et inauguré en 1949.
Lorsque la ligne a été doublée, la nouvelle gare a été construite à environ 750 mètres en amont de la précédente. Outre le bâtiment des passagers, conçu par l'architecte Roberto Narducci et construit côté mer, plusieurs bâtiments de service et une sous-station électrique ont été érigés. Les nouvelles installations a été mis en service le 23 janvier 1970, tandis que l'ensemble du tronçon Framura-Monterosso a été inauguré le 18 septembre 1970.

## Service des voyageurs

### Accueil
Gare de Ferrovie dello Stato Italiane, elle est dotée d'un bâtiment voyageurs avec un guichet et un Distributeur automatique de titres de transport.

### Desserte

#### Trains grandes lignes
La gare de Levanto est desservie plusieurs fois par jour par les trains Intercity reliant Milan-Centrale à La Spezia, Livourne ou Grosseto via Gênes-Piazza-Principe.

#### Trains régionaux
La gare de Levanto est desservie toutes les heures toute l'année par des trains Regionale reliant Sestri Levante à La Spezia, dont certains sont amorcés depuis Savone ou Gênes. Les trains Regionale Veloce reliant Gênes à La Spezia marquent également l'arrêt en gare de Levanto. Un aller-retour par jour est prolongé jusqu'en gare de Parme.
En saison touristique, les trains Regionale « Cinque Terre Express » assurent une desserte omnibus cadencée à la demi-heure entre Levanto et La Spezia Centrale, dont certains trains sont prolongés jusqu'à La Spezia Migliarina ou Sarzana.

### Intermodalité
La gare de Levanto est en correspondance avec une ligne ATC Esercizio reliant Monterosso à Montale ainsi qu'avec les lignes 847 et 949 d'AMT Genova reliant respectivement la gare de Levanto à Ca' di Lazzino via Bonassola et Montaretto.